# 카지미에시궁

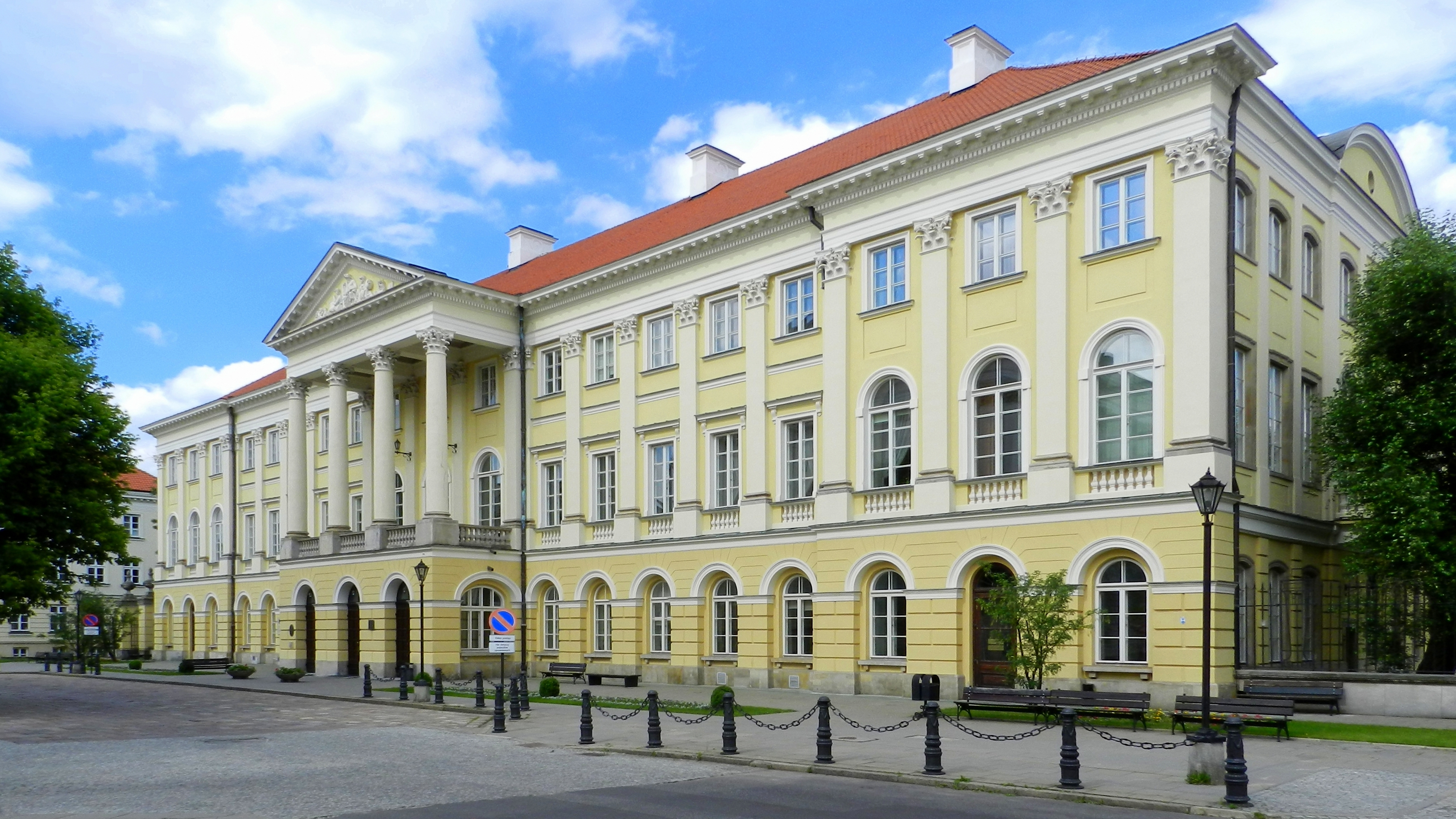
카지미에시궁

카지미에시궁(폴란드어: Pałac Kazimierzowski)은 폴란드 바르샤바에 위치한 궁전이다.
원래 1637~41년에 지어졌으며, 1660년에 얀 2세 카지미에시 바사를 위해 처음 리모델링되었고, 1765~68년에는 도메니코 메를리니가 스타니스와프 아우구스트 포니아토프스키가 설립한 생도단을 위해 다시 리모델링했다. 1816년 이래로 카지미에시궁은 간헐적으로 바르샤바 대학교의 소재지로 사용되었다.